# 카타콤: 금지된 구역
카타콤: 금지된 구역(As Above, So Below)은 미국에서 제작된 존 에릭 도들 감독의 2014년 공포, 스릴러 영화이다. 벤 펠드만 등이 주연으로 출연하였고 토머스 툴 등이 제작에 참여하였다.

## 출연

### 주연
- 벤 펠드만
- 에드윈 호지
- 페디타 윅스

## 제작진
- 의상: 애니 블룸